# Omurice

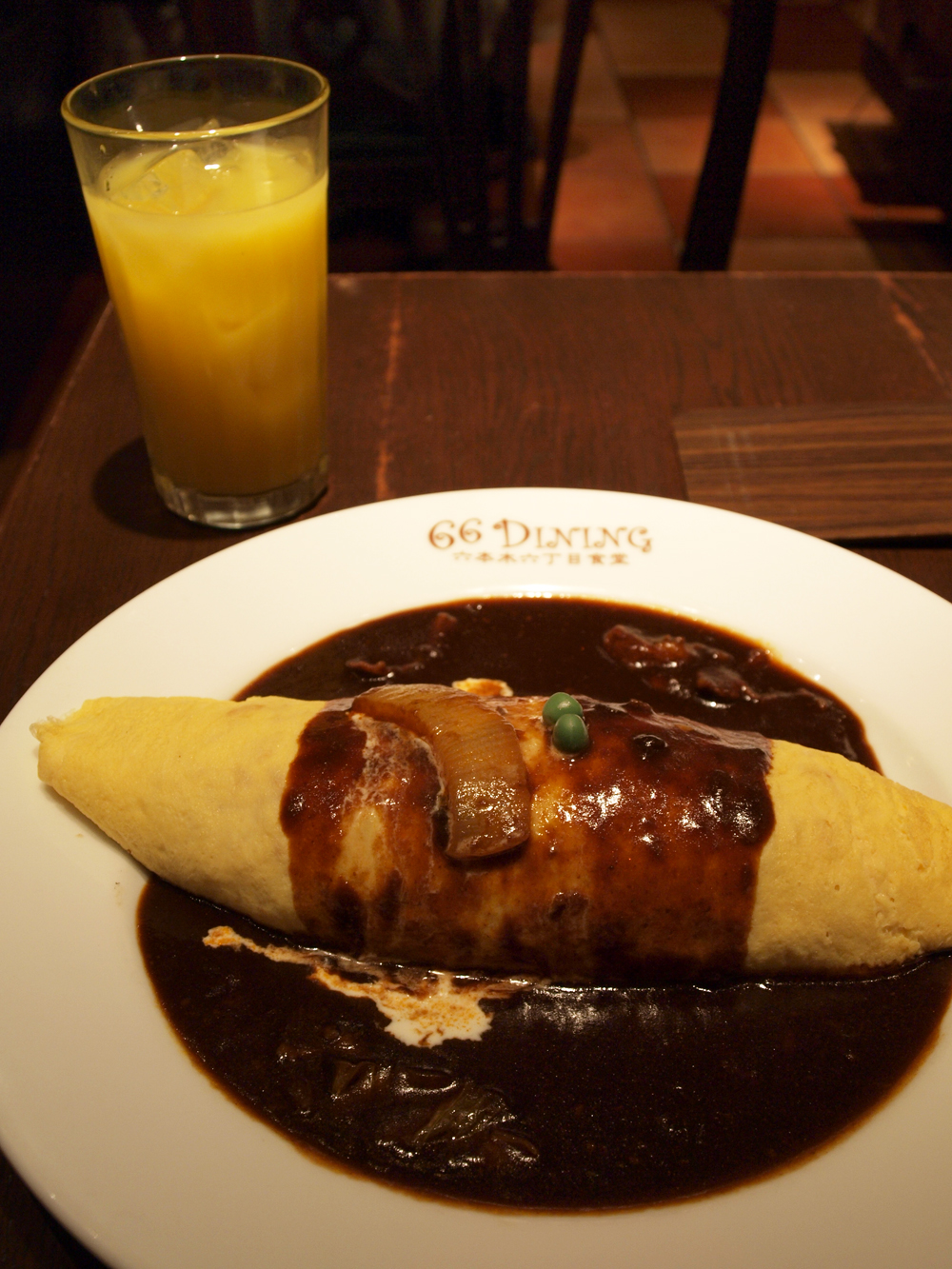
Omurice

L'omurice (オムライス?, ,omu-raisu), a volte scritto "omu-rice", è una frittata di riso fritto. Il nome è un wasei-eigo delle parole omelette ("frittata" in francese) e rice ("riso" in inglese). È molto popolare non solo in Giappone ma anche in Corea del Sud e Taiwan.
Il piatto è costituito da riso fritto con pollo, avvolto in uno strato sottile di uovo fritto e condito di solito con ketchup.